# روي هودسون
روي هودسون (بالإنجليزية: Roy Hodgson؛ مواليد 9 أغسطس 1947) لاعب كرة قدم إنجليزي سابق و‌المدرب الحالي لنادي كريستال بالاس الناشط في الدوري الإنجليزي الممتاز.
هودسون معروف بقيادته المنتخب السويسري لدور الـ16 في كأس العالم 1994 و التأهل إلى يورو 1996;ولم يتأهل سويسرا لاحدى البطولات الكبرى منذ الستينات. ودرب أيضاً العديد من الأندية المعروفة ومنها نادي مالمو، إنتر ميلان، بلاكبيرن روفرز، أودينيزي، فولهام، ليفربول ويست بروميتش ألبيون. يوم 1 مايو 2012 عين هودجسون مدرباً لمنتخب إنجلترا من قبل الاتحاد الإنجليزي لكرة القدم.

## روابط خارجية
- روي هودسون على موقع قاعدة بيانات كرة القدم.إي يو (الإنجليزية)
- روي هودسون على موقع ناشيونال فوتبول تيمز (الإنجليزية)
- روي هودسون على موقع Soccerbase.com (مدرب) (الإنجليزية)
- روي هودسون على موقع عالم كرة القدم.نت (الإنجليزية)